# Robert Burns (Radsportler)
Robert Burns (* 17. Januar 1968) ist ein ehemaliger australischer Radrennfahrer und nationaler Meister im Radsport.

## Sportliche Laufbahn
Burns war Teilnehmer der Olympischen Sommerspiele 1988 in Seoul. Im Punktefahren wurde er Vierter.
1988 gewann er das Punktefahren bei den Commonwealth Games in Auckland. Die nationale Meisterschaft im Zweier-Mannschaftsfahren gewann er 1988 mit Michael Aisbitt als Partner. 1989 gewann er diesen Titel mit Peter Attard und 1990 mit Danny Clark. 1991 siegte er in der australischen Kriteriumsmeisterschaft, die international ausgeschrieben war.